# Акст, Хельга
Хельга Акст (нем. Helga Axt; 27 августа 1937, Бад-Эмс) — немецкая шахматистка, международный мастер (1961) среди женщин.
Трёхкратная чемпионка ФРГ (1957 — Линдау, 1958 — Гиссен, 1961 — Веннигзен). В зональном турнире (1960, Врнячка-Баня) — 1—3-е места. В турнире претенденток 1961 года не участвовала.